# ليز مونك
ليز مونك (بالدنماركية: Lise Overgaard Munk)‏ هي مدربة كرة قدم ولاعبة كرة قدم دنماركية، ولدت في 26 مايو 1989 في فريكشهاون في الدنمارك. شاركت مع منتخب الدنمارك لكرة القدم للسيدات. أما مع النوادي، فقد لعبت مع إف إف سي فرانكفورت ونادي بروندبي ونادي كولن.

## وصلات خارجية
- ليز مونك على موقع قاعدة بيانات كرة القدم.إي يو (الإنجليزية)
- ليز مونك على موقع بيانات كرة القدم. دي إي (الألمانية)
- ليز مونك على موقع Soccerway.com (الإنجليزية)
- ليز مونك على موقع عالم كرة القدم.نت (الإنجليزية)